# خلف رشيد نعمان
 خلف رشيد نعمان السامرائي، مؤرخ وأديب، محقق عراقي.

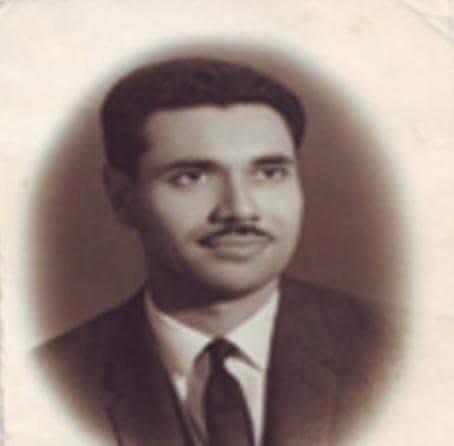
د. خلف رشيد نعمان السامرائي

## سيرته
ولد في سامراء العراق عام (1924م) وقد تخرج من دار المعلمين العالي في بغداد وعمل في التعليم الثانوي تزوج وانجب من الأبناء والبنات ثمانية. احال نفسه على التقاعد وذهب لاكمال دراسته في القاهرة وفعلا اكمل دراسة الماجستير والدكتوراه في القاهرة من جامعة الأزهر بمرتبة الشرف الأولى عام (1976م) وذلك عن تحقيق الجزء الأول من (شرح الصولي لأبي تمام). بعد ذلك عاد إلى بغداد وعمل في وزارة التربية مشرفا. وساهم بتأليف عدد من المناهج الدراسية. وبعد التقاعد عمل كأستاذ محاضر في عدد من الجامعات الأهلية. ومنذ حصوله على الماجستير والدكتوراه انصرف إلى التحقيق والتأليف وأصبحت الكتابة تعني الحياة لهذا الكاتب كما يقول في مقدمة كتابه (النظام) وهذا فعلا ما حدث فعندما تعبت عيناه ولم تعد تسعفه بالقراءة أو الكتابة تهاوى الجسد وضعف فوافته المنية في يوم الإثنين 9 شوال 1433 هـ الموافق 27 أغسطس 2012 م.

## أعماله
1. مأساة الإنسان في شعر بدر شاكر السياب.
2. الاوراق للصولي.
3. شرح الصولي لديوان أبي تمام (ثلاثة أجزاء).
4. الموضح في شعر المتنبي بشرح التبريزي (خمسة أجزاء).
5. خذ العبر من علماء من غبر.
6. شرح مشكل أبيات أبي تمام للمرزوقي.
7. النظام (عشرين جزءا)
8. المعجم العربي نشأته ومراحل تطوره وكيفية الإفادة منه.
9. إسحاق بن إبراهيم الموصلي عالم الموسيقى والغناء في العصر العباسي

وغيرها من الكتب في قيد النشر.
كتب تحدثت عن الدكتور خلف رشيد نعمان:
1. المعجم الشامل للتراث العربي المطبوع للكاتب لهلال ناجي.
2. موسوعة أعلام العراق في القرن العشرين – للكاتب حميد المطبعي.
3. هؤلاء في مرايا هؤلاء – للكاتب مؤيد عبد القادر.
4. المرزوقي شارح الحماسة ناقدا – د. علي جواد الطاهر.[2]